# Notre Dame Leánygimnázium
Az iskola Nagykanizsán működött a második világháború előtti időktől egészen az 1949-es államosításig, amikor beolvadt az összevont Irányi Dániel Gimnáziumba, ami később, 1957-től Landler Jenő Gimnázium néven működött, majd 1990-ben a Batthyány Lajos Gimnázium nevét vette fel.  Az iskolában csak lányosztályok voltak, amelyet a Notre Dame Női Kanonok- és Tanítórend tartott fenn.
Az iskola híres tanára volt Kugler Sándorné.